# 第21回全国中等学校優勝野球大会
第21回全国中等学校優勝野球大会は、1935年（昭和10年）8月13日から8月21日まで甲子園球場で実施された全国中等学校優勝野球大会である。
この年から入場式のブラスバンドが登場し、既存の大会歌とは別に制定された山田耕筰作曲・指揮の『全国中等学校優勝野球大会行進歌』の演奏に乗せて入場を行うようになり、今日まで引き継がれている。同楽曲は表題が『行進曲』でなく『行進歌』とされていることからもわかる通り富田砕花の作による歌詞が存在しているが、大会史上において歌唱に供されたことは無い。

## 代表校
| 地方大会 | 代表校   | 出場回数      |
| -------- | -------- | ------------- |
| 北海道   | 北海中   | 2年ぶり10回目 |
| 奥羽     | 秋田商   | 10年ぶり2回目 |
| 東北     | 福島師範 | 2年連続2回目  |
| 北関東   | 桐生中   | 2年連続5回目  |
| 甲神静   | 甲府中   | 初出場        |
| 南関東   | 千葉中   | 3年ぶり3回目  |
| 東京     | 早稲田実 | 2年連続12回目 |
| 信越     | 飯田商   | 初出場        |
| 北陸     | 石川工   | 初出場        |
| 東海     | 愛知商   | 5年ぶり5回目  |
| 京津     | 平安中   | 2年ぶり7回目  |

| 地方大会 | 代表校   | 出場回数      |
| -------- | -------- | ------------- |
| 紀和     | 海草中   | 6年ぶり2回目  |
| 大阪     | 日新商   | 初出場        |
| 兵庫     | 育英商   | 初出場        |
| 山陰     | 米子中   | 3年ぶり4回目  |
| 山陽     | 呉港中   | 4年連続4回目  |
| 四国     | 松山商   | 3年ぶり10回目 |
| 北九州   | 佐賀商   | 初出場        |
| 南九州   | 大分商   | 2年ぶり3回目  |
| 朝鮮     | 新義州商 | 初出場        |
| 満洲     | 青島中   | 6年ぶり2回目  |
| 台湾     | 嘉義農林 | 2年ぶり3回目  |

## 試合結果

### 1回戦
- 甲府中 10 - 3 青島中
- 育英商 5 - 4 米子中
- 日新商 3 - 1 福島師範
- 千葉中 16 - 9 石川工
- 大分商 10 - 0 北海中
- 呉港中 3 - 2 飯田商

### 2回戦
- 愛知商 13 - 0 新義州商
- 松山商 3 - 0 海草中
- 嘉義農林 4 - 1 平安中
- 早稲田実 7 - 1 佐賀商
- 秋田商 4 - 0 桐生中
- 呉港中 11 - 10 日新商
- 大分商 3 - 2 千葉中（延長12回）
- 育英商 11 - 0 甲府中

### 準々決勝
- 愛知商 5 - 2 秋田商
- 松山商 5 - 4 嘉義農林（延長10回）
- 育英商 5 - 0 大分商
- 早稲田実 5 - 0 呉港中

### 準決勝
- 育英商 4x - 3 早稲田実（延長10回）
- 松山商 4 - 0 愛知商

### 決勝
|        | 1 | 2 | 3 | 4 | 5 | 6 | 7 | 8 | 9 | R | H | E |
| ------ | - | - | - | - | - | - | - | - | - | - | - | - |
| 松山商 | 1 | 0 | 0 | 5 | 0 | 0 | 0 | 0 | 0 | 6 | 9 | 2 |
| 育英商 | 1 | 0 | 0 | 0 | 0 | 0 | 0 | 0 | 0 | 1 | 7 | 4 |

1. （松）：中山 - 筒井良
2. （育）：佐藤平 - 西谷
3. 審判
［球審］池田
［塁審］横沢・有田・町田

| 松山商 | 松山商 | 松山商     |
| 打順   | 守備   | 選手       |
| ------ | ------ | ---------- |
| 1      | [二]   | 亀井巌     |
| 2      | [捕]   | 筒井良武   |
| 3      | [三]   | 伊賀上良平 |
| 4      | [遊]   | 筒井修     |
| 5      | [投]   | 中山正嘉   |
| 6      | [右]   | 高久保豊三 |
| 7      | [一]   | 菅利雄     |
| 8      | [左]   | 千葉茂     |
| 9      | [中]   | 田村岩雄   |

| 育英商 | 育英商 | 育英商     |
| 打順   | 守備   | 選手       |
| ------ | ------ | ---------- |
| 1      | [遊]   | 酒沢政夫   |
| 2      | [二]   | 三段信雄   |
| 3      | [中]   | 中橋留雄   |
| 4      | [三]   | 田代清二   |
| 5      | [一]   | 黒田千代一 |
| 6      | [投]   | 佐藤平七   |
| 7      | [捕]   | 西谷俊     |
| 8      | [右]   | 松岡甲二   |
| 9      | [左]   | 辰巳実好   |

## その他の主な出場選手
- 赤根谷飛雄太郎（秋田商）
- 青木正一（桐生中）
- 稲川豪一（桐生中）
- 皆川定之（桐生中）
- 五味芳夫（甲府中）
- 飯島滋弥（千葉中）
- 望月潤一（早稲田実）
- 太田健一（早稲田実）
- 水野良一（愛知商）
- 玉腰忠義（愛知商）
- 辻井弘（平安中）
- 宇野錦次（平安中）
- 日高得之（平安中）
- 富永嘉郎（平安中）
- 天川清三郎（平安中）
- 嶋清一（海草中）
- 岩出清（海草中）
- 田中実（日新商）
- 本堂安次（日新商）

- 平野正太郎（日新商）
- 山口政信（日新商）
- 藤戸逸郎（日新商）
- 清水秀雄（米子中）
- 井上親一郎（米子中）
- 成田啓二（米子中）
- 木下勇（米子中）
- 藤村富美男（呉港中）
- 田川豊（呉港中）
- 塚本博睦（呉港中）
- 柚木進（呉港中）
- 山田潔（松山商）
- 前田登志雄（佐賀商）
- 児玉利一（大分商）
- 長沢正二（大分商）
- 志手清彦（大分商）
- 森国五郎（大分商）
- 今久留主淳（嘉義農林）
- 呉波（嘉義農林）